# Марі Сикорова
Марі Сикорова (чеськ. Marie Sýkorová, 18 листопада 1952 — березень 2018) — чеська хокеїстка на траві.
Срібна призерка Олімпійських Ігор 1980 року.